# Унтер-офицер

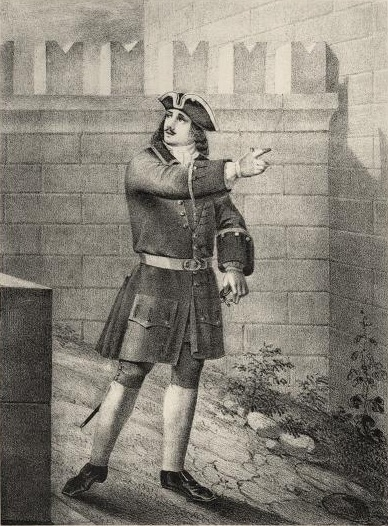
Урядник или Унтер-Офицер Артиллерийского полка, с 1720 по 1728 год.

У́нтер-офице́р (от нем. Unteroffizier — категория младших офицеров) — нижние чины (должность — звание) и категория младшего командного и начальствующего состава в вооружённых силах (ВС) разных государств и стран, условно соответствующая сержантско-старшинскому составу в советских, а затем и в российских ВС.
В воинском жаргоне — унтер. Славянское название подофицер. В Российской империи унтер-офицеры (в артиллерии — фейерверкеры, в казачьих войсках — урядники и так далее по родам оружия) являлись верхним из двух (нижнее — рядовые) званий нижних чинов — первой (низшей) степени военных чинов. Название «Унтер-офицер» происходит от армий ландскнехтов XVI—XVII веков, когда ещё не было сословного размежевания между солдатским и офицерским составом. В то время всякий командир именовался офицером, и унтер-офицеры противопоставлялись обер-офицерам (буквально «старшим офицерам»), которые в современной терминологии именуются младшим офицерским составом.

## Россия

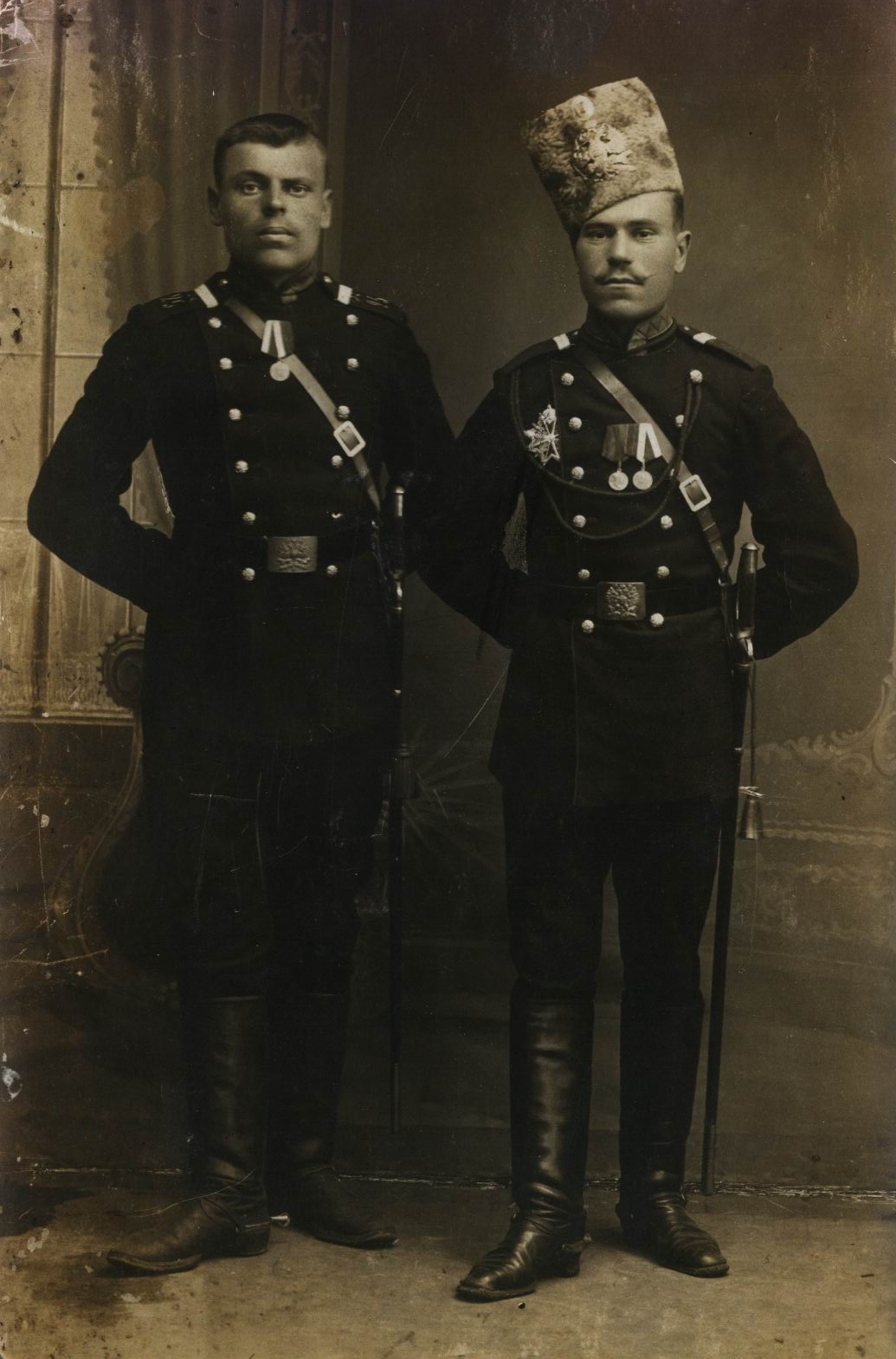
Младшие унтер-офицеры Русской армии перед отправкой на Первую мировую войну.

В Русских гвардии, армии, флоте и так далее унтер-офицеры — начальствующие нижние чины, сохранялись вплоть до октября 1917 года, однако на территориях, контролируемых сторонниками Белого движения, а также некоторыми армиями сепаратистов существовали несколько дольше.
Следует различать унтер-офицеров в вооружённых силах, служивших в лейб-гвардии (унтер-офицер гвардии, гвардейский унтер-офицер) и армии (унтер-офицер армии, армейский унтер-офицер).
К категории унтер-офицеров в разные периоды относились следующие звания:
- зауряд-прапорщик
- подпрапорщик
- фельдфебель (вахмистр в кавалерии)[4]
- старший унтер-офицер (взводный), старший урядник (казаки), старший фейерверкер (артиллерия)
- младший унтер-офицер, младший урядник (казаки), младший фейерверкер (артиллерия)[4]
- капрал
- фурьер
- каптенармус

с 1765 до 1798 года
- младший сержант
- старший сержант

до 1765 года сержант
Следует учитывать, что до 1826 года в так называемой «старой» гвардии фельдфебели и вахмистры, а до 1798 года и сержанты были отнесены к соответствующим классам Табели о рангах (XIV и XIII), но обер-офицерами не считались и к ним не приравнивались. Однако в армию они могли быть переведены подпоручиками или прапорщиками соответственно.
В вооружённых силах России имперского периода[уточнить] существовали унтер-офицеры 1-го, 2-го, 3-го, 4-го классов.

## Знаки различия
Для различия чинов по принадлежности к роду оружия, службе или формированию использовались погоны (различных цветов и форм), эмблемы, нашивки (на погонах и рукавах (прямые и стропило), шифровки (вышивка или трафарет), монограммы (вышивка или трафарет) и так далее.
| обозначение    | группа — Унтер-офицеры | группа — Унтер-офицеры         | группа — Унтер-офицеры | группа — Унтер-офицеры | группа — Унтер-офицеры                    | группа — Унтер-офицеры |
| обозначение    | Инфантерия             | Артиллерия                     | Кавалерия              | Казачьи войска         | Морские чины                              | Морские чины           |
| чин            | Младший унтер-офицер   | вице-фейерверкер               | младший унтер-офицер   | младший урядник        | Квартирмейстер                            | Фельдшер 2-й статьи    |
| Знаки различия |                        |                                |                        |                        |                                           |                        |
|                |                        |                                |                        |                        |                                           |                        |
| чин            | Старший унтер-офицер   | Старший (взводный) фейерверкер | старший унтер-офицер   | урядник                | Боцманмат                                 | Фельдшер 1-й статьи    |
| Знаки различия |                        |                                |                        |                        |                                           |                        |
|                |                        |                                |                        |                        |                                           |                        |
| чин            | фельдфебель            | фельдфебель                    | вахмистр               | вахмистр               | Боцман                                    |                        |
| Знаки различия |                        |                                |                        |                        |                                           |                        |
|                |                        |                                |                        |                        |                                           |                        |
| чин            | подпрапорщик           | подпрапорщик                   | подпрапорщик           | подхорунжий            | - старший боцман - гардемарин - кондуктор | старший фельдшер       |
| Знаки различия |                        |                                |                        |                        |                                           |                        |
|                |                        |                                |                        |                        |                                           |                        |
| чин            | зауряд-прапорщик       | зауряд-прапорщик               | зауряд-прапорщик       |                        |                                           |                        |
| Знаки различия | [ 11 ]                 | [ 11 ]                         | [ 11 ]                 |                        |                                           |                        |
|                |                        |                                |                        |                        |                                           |                        |

| младшая группа: Рядовые | Унтер-офицеры | старшая группа: Обер-офицеры |

## Немецкая армия
Унтерофицер (нем. Unteroffizier) — звание в немецком бундесвере (НАТО эквивалент OR-5), а также собирательное обозначение унтер-офицерского состава OR-5 до OR-9. Младшая группа — Унтерофицеры без портупеи (OR-5, унтерофицер и штабсунтерофицер) — старшая группа Унтерофицеры с портупеей (фельдфебель OR-6 до оберштабсфельдфебель OR-9).
| младшее звание: Обер-штабсефрейтор | Унтер-офицер | старшее звание: Штабс-унтерофицер |